# Kalifornia kormányzóinak listája 1850 előtt

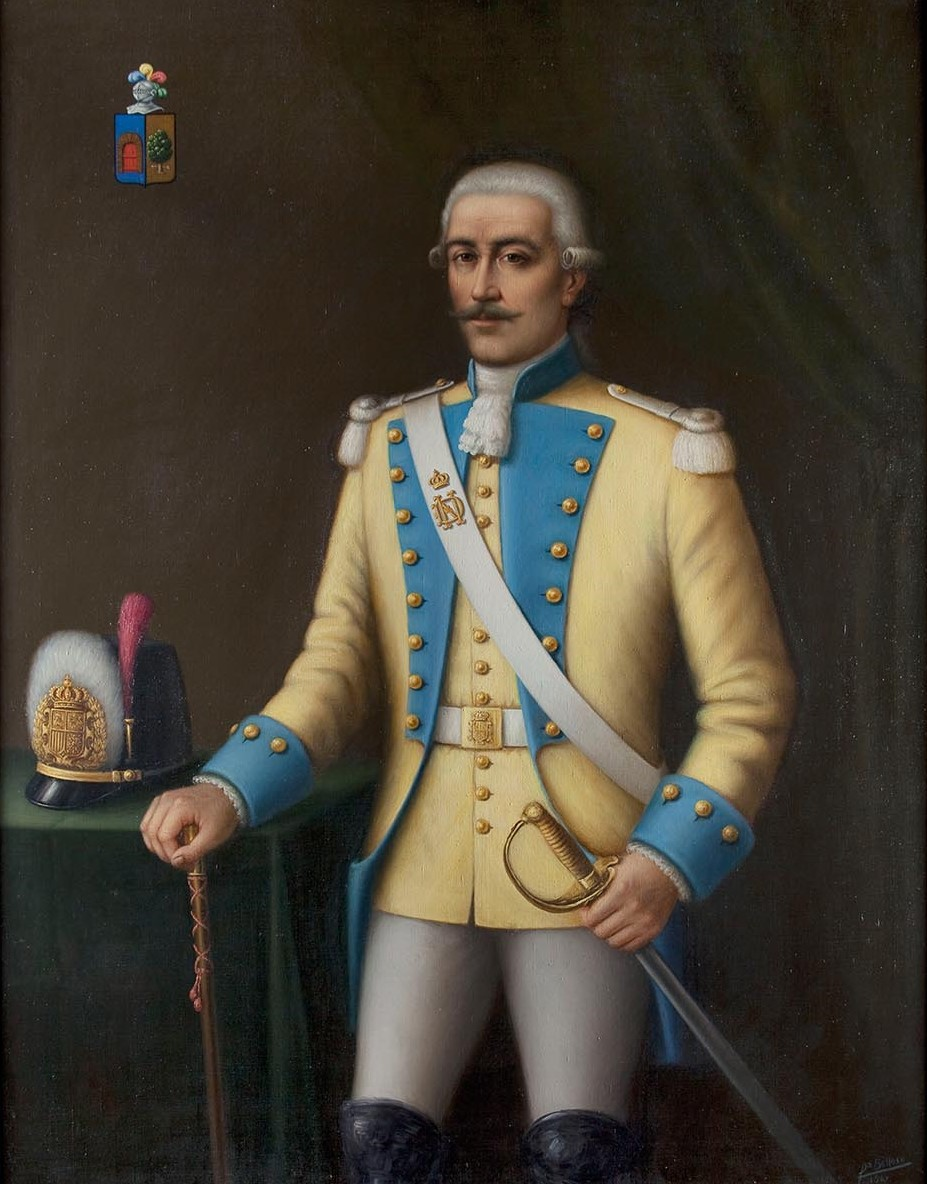
Gaspar de Portolá, Kalifornia első kormányzója

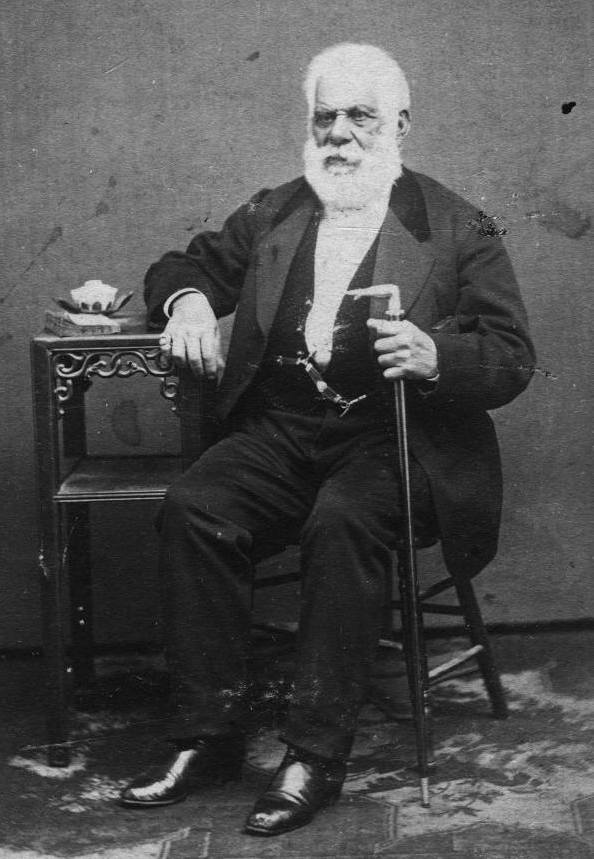
Pio Pico, Alta-Kalifornia utolsó kormányzója

Ez a lista Kalifornia 1850 előtti kormányzóit sorolja fel (1769-1850). Kalifornia Új-Spanyolország tartománya volt, kolóniákat San Diego és Monterey területén alapítottak. 1822-ben, a Mexikó függetlenedése után Kalifornia is része lett az országnak.
1836-ban egy államcsínyt követően, amelyet Juan Bautista Alvarado és José Castro vezetett, Alvarado lett kormányzó. A konfliktus 1838-ban ért véget, ekkor lett Alvarado hivatalosan Kalifornia kormányzója.
1844-ben ismételten probléma volt egy vitatott kormányzóság, mikor Pio Pico lett a tartomány kormányzója. 1846-ban egy lázadást követően Kalifornia független köztársaság lett, de nem alakult kormánya. A mexikói-amerikai háborút követően Kalifornia az Amerikai Egyesült Államok része lett és a 31. szövetségi állama lett 1850. szeptember 9-én. Peter Burnett lett az állam első kormányzója.

## Spanyol fennhatóság idején (1769-1822)
A Spanyol Birodalom 1769-ben kezdte el uralni a területet. Ebben az időben része volt mind Alta (napjainkban: Amerikai Egyesült Államok) és Alsó-Kalifornia (napjainkban: Mexikó) is. 1804-ben vált ketté Kalifornia, Alta (központ: Monterey) és Alsó-Kalifornia (központ: Loreto) területekre.

### Spanyol kormányzók (1769-1804)
| #        | Portré | Kormányzó                               | Hivatalbalépés | Hivatal vége |
| -------- | ------ | --------------------------------------- | -------------- | ------------ |
| 1.       |        | Gaspar de Portolá (1716–1786)           | 1767           | 1770         |
| 2.       |        | Felipe de Barri (1700's–1784)           | 1770           | 1774         |
| Átmeneti |        | Pedro Fages (1734–1794)                 | 1770           | 1774         |
| 3.       |        | Fernando Rivera y Moncada (1725–1781)   | 1774           | 1777         |
| 4.       |        | Felipe de Neve (1724–1784)              | 1777           | 1782         |
| 5.       |        | Pedro Fages (1734–1794)                 | 1782           | 1791         |
| 6.       |        | José Antonio Roméu (1734–1794)          | 1791           | 1792         |
| Átmeneti |        | José Joaquín de Arrillaga (1750–1814)   | 1792           | 1794         |
| 7.       |        | Diego de Borica (1742–1800)             | 1794           | 1800         |
| Átmeneti |        | Pedro de Alberní y Teixidor (1742–1800) | 1800           | 1800         |
| 8.       |        | José Joaquín de Arrillaga (1750–1814)   | 1800           | 1804         |

### Alta-Kalifornia spanyol kormányzói (1804-1822)
| #        | Kormányzó                             | Hivatalbalépés | Hivatal vége |
| -------- | ------------------------------------- | -------------- | ------------ |
| 1.       | José Joaquín de Arrillaga (1750–1814) | 1804           | 1814         |
| Átmeneti | José Darío Argüello (1753–1828)       | 1814           | 1815         |
| 2.       | Pablo Vicente de Solá (1753–1828)     | 1815           | 1822         |

## Mexikói fennhatóság idején (1822-1846)
A Mexikói függetlenségi háborút követően mindkét Kalifornia Mexikó része lett 1822-ben. 1836 és 1838 között a Californio függetlenségi mozgalom következtében Juan Bautista Alvarado lett Alta-Kalifornia elnöke. Ennek ellenére Alvarado megegyezett a mexikói kormánnyal, hogy ő lesz a terület kormányzója és feloszlatja a Californio függetlenségi mozgalmat. Ennek köszönhetően a mexikói fennhatóság 1846-ig tartott a területen.

### Alta-Kalifornia mexikói kormányzói (1822-1836)
| #        | Portré | Kormányzó                             | Hivatalbalépés | Hivatal vége |
| -------- | ------ | ------------------------------------- | -------------- | ------------ |
| 3.       |        | Luis Antonio Argüello (1784–1830)     | 1822           | 1825         |
| 4.       |        | José María de Echeandía (1800's–1871) | 1825           | 1831         |
| 5.       |        | Manuel Victoria (1700's–1833)         | 1831           | 1832         |
| Átmeneti |        | José María de Echeandía (1800's–1871) | 1832           | 1833         |
| 6.       |        | José Figueroa (1792–1835)             | 1833           | 1835         |
| Átmeneti |        | José Castro (1808–1860)               | 1835           | 1836         |
| Átmeneti |        | Nicolás Gutiérrez (1700's–1800's)     | 1836           | 1836         |
| 7.       |        | Mariano Chico (1796–1850)             | 1836           | 1836         |
| Átmeneti |        | Nicolás Gutiérrez (1700's–1800's)     | 1836           | 1836         |

### Alta-Kalifornia elnöke (1836-1837)
| #  | Portré | Kormányzó                          | Hivatalbalépés | Hivatal vége |
| -- | ------ | ---------------------------------- | -------------- | ------------ |
| 1. |        | Juan Bautista Alvarado (1809–1882) | 1836           | 1837         |

### Alta-Kalifornia mexikói kormányzói (1837-1846)
| #       | Portré | Kormányzó                           | Hivatalbalépés | Hivatal vége |
| ------- | ------ | ----------------------------------- | -------------- | ------------ |
| Jelölve |        | Carlos Antonio Carrillo (1783–1852) | 1837           | 1837         |
| 8.      |        | Juan Bautista Alvarado (1809–1882)  | 1837           | 1842         |
| 9.      |        | Manuel Micheltorena (1804–1853)     | 1842           | 1845         |
| 10.     |        | Pío Pico (1801–1894)                | 1845           | 1846         |
| Jelölve |        | José María Flores (1818–1866)       | 1846           | 1847         |

## Amerikai fennhatóság alatt
1846-ban, miután az Egyesült Államok elfoglalta Kaliforniát, kialakítottak egy katonai uralmat a terület felett. 1849-ig voltak Kaliforniának katonai kormányzói. A terület első civil kormányzója Peter Hardeman Burnett volt. Nem sokkal később Kalifornia állam lett.

### Amerikai katonai kormányzók (1846-1849)
| #  | Portré | Kormányzó                         | Hivatalbalépés | Hivatal vége |
| -- | ------ | --------------------------------- | -------------- | ------------ |
| 1. |        | John D. Sloat (1781-1867)         | 1846           | 1846         |
| 2. |        | Robert F. Stockton (1795-1866)    | 1846           | 1847         |
| 3. |        | John C. Frémont (1813–1890)       | 1847           | 1847         |
| 4. |        | Stephen W. Kearny (1794-1848)     | 1847           | 1847         |
| 5. |        | Richard Barnes Mason (1797-1850)  | 1847           | 1849         |
| 6. |        | Persifor Frazer Smith (1798-1858) | 1849           | 1849         |
| 7. |        | Bennet C. Riley (1787-1853)       | 1849           | 1849         |